# Descurainia nuttallii
Descurainia nuttallii är en korsblommig växtart som först beskrevs av Luigi Aloysius Colla, och fick sitt nu gällande namn av Otto Eugen Schulz. Descurainia nuttallii ingår i släktet stillfrön, och familjen korsblommiga växter. Inga underarter finns listade i Catalogue of Life.